# Trench
Trench is het vijfde album van de band Twenty One Pilots. Voorafgaand aan de release werden vier singles van het album uitgebracht: Jumpsuit, Nico and the Niners, Levitate en My Blood.

## Achtergrond en productie
Twenty One Pilots bracht hun vierde studioalbum, Blurryface, uit op 17 mei 2015. Het album stond vanboven op de Billboard 200 en had twee top vijf singles, "Stressed Out" en "Ride", respectievelijk piekend op plaats 2 en plaats 5 op het Billboard Hot 100. De songs zorgden, samen met de single "Heathens" van de Suicide Squad soundtrack, voor het mainstream succes van de band in 2016. Het duo maakte twee wereld tours ter ondersteuning van het album tussen 2015 en 2017. Na de vijf finale data van de "Tour De Columbus" lastte de band een pauze in van een jaar, die begon op 6 juli 2017.

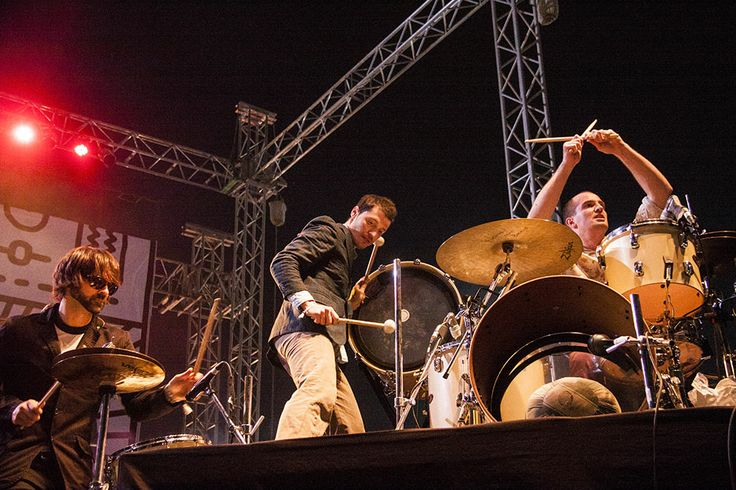
Paul Meany, zanger en keyboardspeler van de alternatieve-rockband Mutemath (afgebeeld), schreef en co-produceerde een groot deel van het project met de frontman Tyler Joseph.

Het is onduidelijk wanneer de productie van Trench begon; al werkte Joseph al aan de track "Bandito" sinds 2015, tijdens de Blurryface Tour. Joseph produceerde de veertien tracks van het album in zijn thuisstudio, maar Josh Duns drumtracks werden opgenomen in United Recording Studios. Mutemath-frontman en keyboardspeler Paul Meany co-produceerde en schreef een groot deel van het project mee, ter opvolging van zijn vorige samenwerking met Twenty One Pilots voor de TØPxMM remix EP en op de Emotional Roadshow World Tour. Adam Hawkins mixte het album in zijn geheel. De aankondiging van het album vond plaats op 15 augustus 2018, minder dan 2 maanden voor de uitgave van het album.

## Tracklist
1. Jumpsuit
2. Levitate
3. Morph
4. My Blood
5. Chlorine
6. Smithereens
7. Neon Gravestones
8. The Hype
9. Nico and the Niners
10. Cut my lip
11. Bandito
12. Pet Cheetah
13. Legend
14. Leave the City